# Савеловка
Савеловка (рос. Савеловка) – присілок у Наро-Фомінському районі Московської області Російської Федерації

## Розташування
Присілок Савеловка входить до складу міського поселення Наро-Фомінськ, воно розташовано на схід від Наро-Фомінська, на березі річки Ільма. Найближчі населені пункти Івановка, Могутово.

## Населення
Станом на 2010 рік у присілку проживало 3 людей